# Aurelian

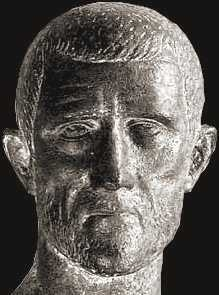
Lucius Domitius Aurelianus

Lucius Domitius Aurelianus (n. 9 septembrie 214 d.Hr., Sirmium⁠(d), Imperiul Roman – d. 25 septembrie 275 d.Hr., Syrallo, Imperiul Roman), cunoscut mai ales sub numele de Aurelian, a fost un împărat roman (270–275).

## Biografie
Născut în Moesia la Sirmium (Sremska Mitrovica de azi), Aurelian parcurge întreaga carieră militară, de la soldat, la comandant al cavaleriei sub împăratul Claudius II. A fost proclamat împărat la Sirmium de legiunile cantonate la Dunăre (în anul 270). Astfel, Aurelian își consolidează puterea după sinuciderea lui Quintillus, fratele lui Claudius II, fiind recunoscut, în final, ca împărat și de către Senatul roman.
La urcarea sa pe tron, Imperiul Roman era slăbit de unele dezmembrări teritoriale: întregul Orient se afla sub stăpânirea Zenobiei, regina Imperiului de la Palmyra, iar în Vestul Europei, provinciile Galia, Hispania și Britania erau incluse în regatul galic secesionist.
Prin decizia de retragere armatei și mai apoi a administrației imperiale din Dacia, dar și prin victoriile repurtate asupra iutungilor, sarmaților, carpilor și goților, Aurelian consolidează frontiera Imperiului pe Dunărea de Jos, iar prin respingerea vandalilor - pe Dunărea Mijlocie ( Regiunea panonică, 270-271). Începe împrejmuirea Romei cu fortificații puternice –zidul lui Aurelian, construcție încheiată în vremea împăratului Probus.
Dat fiind lungimea considerabilă a graniței nordice imperiale (de la Atlantic până în Orientul Mijlociu) pe care se exercitau presiunile populațiilor migratoare barbare (în general), precum și a dacilor liberi în zona carpatică, Aurelian a dispus retragerea armatei și a administrației romane din Dacia în anul 271, în vederea consolidării frontierei balcanice pe linia Dunării de Jos. În 274 este lichidată și secesiunea Regatului galic; Aurelian restaurează astfel unitatea statului roman, primind titlu de restitutor orbis.
În politica internă Aurelian s-a comportat ca un suveran absolut. Purta diadema solară, purpură și veșminte pompoase, după obiceiul hegemonilor orientali, autointitulându-se Dominus et Deus. A guvernat fără Senat, care a pierdut și dreptul de a bate monedă de aramă, alegându-și colaboratorii dintre militarii cavaleriei imperiale. 
Personalitate inteligentă și energică, Aurelian întărește autoritatea imperială și întreprinde o serie de reforme administrative și economice vizând consolidarea statului în vederea depășirii crizei din secolul al III-lea. Cultul zeului Soare, sol invictus, este ridicat la rangul de religie în întreg imperiu roman. 
A făcut o reformă monetară (emisiuni de aur, argint și aramă) ce a revigorat schimburile comerciale. În politica externă, Aurelian a înregistrat succese remarcabile, străduindu-se să apere imperiul de frecventele invazii barbare și să refacă unitatea acestuia, mult afectată în timpul antecesorului său Gallienus.
În drum spre Orient, în vederea începerii unei campanii împotriva Imperiului Sasanid, Aurelian este asasinat de secretarul său, lângă Byzantion (Constantinopol) ca urmare a unui obscur complot de palat.